# From Langley Park to Memphis
From Langley Park to Memphis è il terzo album in studio del gruppo musicale britannico Prefab Sprout, pubblicato il 14 marzo 1988 dall'etichetta Kitchenware.
Il titolo fa riferimento al piccolo villaggio di Langley, nella contea di Durham, citato nella canzone The Venus of the Soup Kitchen.
Ospiti del disco sono Pete Townshend, che suona la chitarra acustica in Hey Manhattan!, e Stevie Wonder, che suona l'armonica in Nightingales.

## Tracce
Testi e musiche di Paddy McAloon.
1. The King of Rock 'n' Roll
2. Cars and Girls
3. I Remember That
4. Enchanted
5. Nightingales
6. Hey Manhattan!
7. Knock on Wood
8. The Golden Calf
9. Nancy (Let Your Hair Down for Me)
10. The Venus of the Soup Kitchen